# Орегон
Вижте пояснителната страница за други значения на Орегон.
Орегон (на английски: Oregon [ˈɔrɪɡən], звучи оригън) е щат в тихоокеанския северозапад на САЩ, чийто пощенски код е OR. Орегон е с население от 3 930 065 души (2013). Граничи на запад с Тихия океан, на север с щата Вашингтон, на юг с щата Калифорния, на изток с щата Айдахо и на югоизток с щата Невада. Река Колумбия очертава голяма част от северната граница на щата Орегон, а река Снейк – до голяма степен неговите източни граници.
Щатът Орегон е обитаван от много местни племена преди да дойдат търговци, изследователи и заселници. През 1843 г. е създадена държавата Орегон с автономно управление. Територията на Орегон е била създадена през 1848 г., като на 14 февруари 1859 г. Орегон се присъединява към САЩ и става 33-тият щат.
Този щат е деветият по големина и 27-и по население от всички щати. Столицата на щата Орегон е Салем, третият град по брой население на градовете. Жителите на град Портланд са 603 106 (2012 г.) като заема първо място в щата Орегон и 28-и в САЩ. Като метрополитен град по брой на населението той е на 23-то място в САЩ с 2 262 605 (2011). Долината Уиламит (Willamette Valley) е най-гъсто населената област в западната част на Орегон, където се намират осем от десетте най-гъсто населени градове.
Орегон е с обща площ от 254 233 km², от които 248 119 km² суша и 6114 km² (2,4%) вода.

## Градове
- Астория
- Бейкър Сити
- Бенд
- Бийвъртън
- Брукингс
- Гоулд Бийч
- Грантс Пас
- Джонсън Сити
- Джордан Вали
- Западен Лин
- Индипендънс
- Кламат Фолс
- Корвалис
- Лейквю
- Мадрас
- Медфорд
- Милуоки
- Нюбърг
- Нюпорт
- Олбани
- Онтарио
- Орегон Сити
- Пайнвил
- Пенделтън
- Порт Орфорд
- Портланд
- Рийдспорт
- Роузбърг
- Салем
- Сийсайд
- Туалатин
- Флорънс
- Хилсбъроу
- Юджийн

## Окръзи
Орегон има 36 окръга. Те са:
1. Бейкър
2. Бентън
3. Вашингтон
4. Гилиям
5. Грант
6. Джаксън
7. Джеферсън
8. Джозефин
9. Дъглас
10. Дъшутс
11. Клакамас
12. Кламат
13. Клатсъп
14. Колумбия
15. Крук
16. Кус
17. Къри
18. Лейк
19. Лейн
20. Линкълн
21. Лин
22. Малхиър
23. Мариън
24. Мороу
25. Мълтнома
26. Полк
27. Тиламук
28. Уаско
29. Уийлър
30. Уолоуа
31. Харни
32. Худ Ривър
33. Шърман
34. Юматила
35. Юниън
36. Ямхил